# Валтер Щалвиц
Валтер Щалвиц (на немски: Walter Stallwitz) е съвременен германски живописец.

## Биография
Роден през 1929 г., живее и работи в град Манхайм. Изявява се и като портретист, например с портрети на Вили Бранд, Гюнтер Грас и др. Награден с Федерален кръст за заслуги (1993 г.).

## Изложби
- 2012 Градска болница Лудвигсхафен
- 2009 Вила Майкснер, Брюл
- 2006 Херенхоф Мусбах, Нойщат
- 1992 Художествена галерия Манхайм
- 1986 Художествено дружеството Лудвигсхафен
- 1970 Художествена галерия Манхайм